# Tetracamphilius notatus
Tetracamphilius notatus är en fiskart som först beskrevs av Nichols och Griscom, 1917.  Tetracamphilius notatus ingår i släktet Tetracamphilius och familjen Amphiliidae. IUCN kategoriserar arten globalt som livskraftig. Inga underarter finns listade i Catalogue of Life.